# Alberto Granado
Alberto Granado Romero (Hernando, Córdoba, 8 de agosto de 1922-La Habana, Cuba, 5 de marzo de 2011) fue un bioquímico, farmacéutico y escritor argentino amigo y compañero de viaje del Che Guevara.

## Biografía
Los padres de Granado fueron Dionisio T. Granado (un español que trabajaba en la compañía de ferrocarriles) y Adelina Jiménez Romero. Estudió Bioquímica, Farmacia y Ciencias naturales, y a los veintinueve años de edad decidió dejar su tierra para hacer un viaje sin rumbo fijo por toda Latinoamérica con su amigo Ernesto Che Guevara. La contemplación a lo largo del trayecto de las constantes calamidades a las que eran sometidos los sectores más humildes tuvo un efecto determinante en la modelización del pensamiento político de ambos jóvenes y dejó profundas huellas en la historia de la segunda mitad del siglo XX.

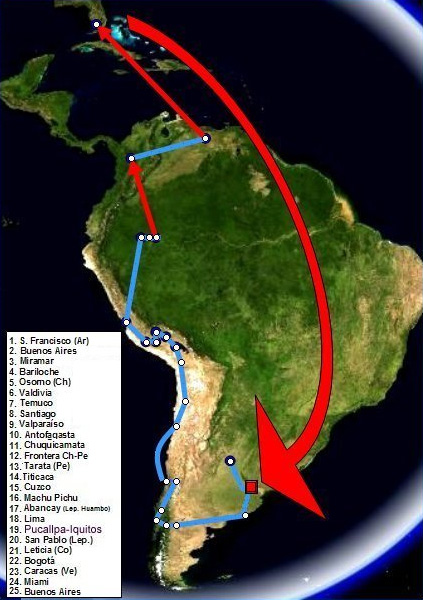
Recorrido del viaje de Alberto Granado junto al Che Guevara en 1952.

Dicho viaje fue llevado al cine en la película Diarios de motocicleta, de Walter Salles (2004). En este film también se puede escuchar la verdadera voz de Granado, contando algunas anécdotas de la histórica travesía.
Finalizada la aventura, Alberto regresa a Argentina y Ernesto conoce a Fidel Castro, sube a la Sierra Maestra y se convierte en el mítico "Che". Tras el triunfo de los revolucionarios liderados por Fidel Castro en 1959, Granado es invitado a residir en Cuba, donde se traslada con toda su familia. Granado colaboró con su amigo el Che en los preparativos logísticos de la guerrilla en la provincia argentina de Salta, realizando un trabajo exploratorio en la zona y reclutando médicos que se necesitaban en Cuba porque se habían ido más de la mitad de la isla.
Falleció el 5 de marzo de 2011 en horas de la mañana mientras dormía en su residencia de La Habana, Cuba, a los 88 años. Sus restos fueron incinerados conforme a su voluntad para ser esparcidos en Cuba, Argentina y Venezuela.

## Obras
- Con el Che por Sudamérica (2002). Alberto Granado ISBN 9789871307623
- Con el Che Guevara de Córdoba a la Habana (1995). Alberto Granado. ISBN 10: 9879089022  ISBN 13: 9789879089026
- Los viajes del Che por Sudamérica. Alberto Granado y Carlos "Calica" Ferrer. ISBN 9789873783562
- El Che confía en mí entrevista a alberto granado. Rosa María Fernández Sofía. ISBN 10: 9592106444 / ISBN 13: 9789592106444